# 가나자와역
가나자와역, 또는 카나자와역(일본어: 金沢駅, かなざわえき)은 일본 이시카와현 가나자와시에 있는 호쿠리쿠 신칸센, JR 서일본, IR 이시카와 철도, 호쿠리쿠 철도의 철도역이다.

## 개요
이시카와 현의 현청 소재지인 가나자와 시내에서 가장 규모카 큰 역으로, 오사카·교토 방면으로 운행하는 특급 선더버드, 나고야·마이바라 방면으로 운행하는 특급 시라사기, 호쿠리쿠 신칸센 등이 정차하며, 대부분의 특급 열차의 시종착역 역할을 하고 있다. 또한 특급 열차의 병결 및 분리가 이루어지는 역이기도 하다. 쓰바타역이 종점인 나나오 선의 열차도 가나자와 역까지 운행하고 있다. 여기서는 호쿠리쿠 철도 아사노가와 선의 호쿠테쓰카나자와역에 대해서도 기술한다.

## 접속 노선
- 서일본 여객철도
  - 호쿠리쿠 신칸센
  - 호쿠리쿠 본선
- IR 이시카와 철도
  - IR 이시카와 철도선

## 승강장
3면 7선 구조의 고가역이다. 서일본 여객철도 가나자와 종합 차량소의 출입고선과 분기기 시설이 갖추어져 있다.
호쿠리쿠 본선의 가가카사마역 ~ 니시카나자와역 구간을 관리하는 직영역으로, 관리역장이 배치되어 있다.

## 신칸센
섬식 승강장 2면 4선이다. 스크린도어가 설치되어 있다.
| 11 - 14 | 호쿠리쿠 신칸센 | 도야마 · 나가노 · 오미야 · 도쿄 방면 |

## 재래선(기존선)
| 1・2    | ■ 호쿠리쿠 본선            | 후쿠이 · 오사카 · 마이바라 방면 |
| 3・5    | ■ 호쿠리쿠 본선            | 후쿠이 · 오사카 · 마이바라 방면 |
| 3・5    | ■ IR 이시카와 철도선       | 쓰바타 · 다카오카 방면          |
| 3・5    | ■ 나나오 선 직결 운행 열차 | 하쿠이 · 와쿠라온센 방면        |
| 4・6・7 | ■ IR 이시카와 철도선       | 쓰바타 · 다카오카 방면          |
| 4・6・7 | ■ 나나오 선                | 하쿠이 · 와쿠라온센 방면        |

## 호쿠리쿠 철도
섬식 승강장 1면 2선을 가진 지하역이다.

## 역세권 정보
- 가나자와 역 빌딩
- 마이니치 신문 호쿠리쿠 총국
- 가나자와 역 버스 터미널
- 서일본 JR 버스 가나자와 영업소
- 포르테 가나자와
  - JAL 호텔 가나자와 지점

## 역사
- 1898년 4월 1일: 관설철도 (뒷날의 일본국유철도) 호쿠리쿠 본선 고마쓰 역 ~ 가나자와 역 구간의 개통과 동시에 신설 개업.
- 1980년 5월: 입체화 공사 착공.
- 1985년 7월: 서쪽 입구 개설.
- 1987년 4월 1일: 민영화에 따라 서일본 여객철도의 소속이 되었다.
- 1990년 6월 5일: 일반 여객 역이 입체화.
- 1991년 4월 1일: 화물선 입체화. 입체화 사업 완료.
- 2015년 3월 14일: 호쿠리쿠 신칸센 개통. 호쿠리쿠 본선 도야마 방면이 IR 이시카와 철도에 이관. 자동개찰 설치.
- 2017년
  - 4월 1일: 재래선(기존선)에 자동 개찰 도입.[1]
  - 4월 15일: ICOCA 도입.[1]

## 인접역
| 서일본 여객철도 호쿠리쿠 신칸센       | 서일본 여객철도 호쿠리쿠 신칸센 | 서일본 여객철도 호쿠리쿠 신칸센 |
| ------------------------------------- | ------------------------------- | ------------------------------- |
| 신타카오카 도쿄 방면                  |                                 | 시·종착역                       |
| 서일본 여객철도 ■ 호쿠리쿠 본선       |                                 |                                 |
| 니시카나자와 마이바라 방면            |                                 | 시·종착역                       |
| IR 이시카와 철도 ■ IR 이시카와 철도선 |                                 |                                 |
| 시·종착역                             | 아이노카제 라이너               | 이스루기 도마리 방면            |
| 시·종착역                             | 보통                            | 히가시카나자와 도야마 방면      |
| 호쿠리쿠 철도 ■ 아사노가와 선         |                                 |                                 |
| 시·종착역                             |                                 | 나나쓰야 우치나다 방면          |